# Séquia Major
La Séquia Major és un petit espai del PEIN situat a la Pineda, Vila-seca, Tarragonès, que inclou, d'una banda, un canal d'aproximadament un quilòmetre de llargada que presenta l'interès de ser una mostra residual de la resta d'antics aiguamolls, així com dues zones inundables, una a l'extrem sud-oest de la séquia i l'altra a l'extrem nord.
La Séquia Major i els antics canals col·laterals de drenatge són alimentats principalment per l'aportació d'aigües freàtiques. La zona correspon a un aqüífer porós, fruit de dipòsits al·luvials del quaternari, detrítics de poc diàmetre i amb matriu llimoargilosa.
Pel que fa a la vegetació, en aquest espai hi predominen els aiguamolls amb canyissars torbosos basòfils dominats per mànsega (Cladium mariscus) (hàbitat d'interès comunitari prioritari, codi 7210), jonqueres i herbassars graminoides humits, mediterranis, del Molinio-Holoschoenion (hàbitat d'interès comunitari, codi 6420) i jonqueres halòfiles mediterrànies (hàbitat d'interès comunitari, codi 1410). També s'hi troben espècies com els àlbers (Populus alba), els tamarius (Tamarix sp.) i els salzes (Salix alba). (hàbitat d'interès comunitari, codi 92A0) i bosquines i matollars meridionals de rambles, rieres i llocs humits (Nerio-Tamaricetea) (hàbitat d'interès comunitari, codi 92D0).
Pel que fa a les aigües, aquestes es consideren aigües estagnants oligomesotròfiques, dures, amb vegetació bentònica de carofícies (hàbitat d'interès comunitari, codi 3140). Per acabar, també s'hi poden trobar comunitats halòfiles de sòls d'humitat molt fluctuant, que pertanyen a l'hàbitat d'interès comunitari prioritari amb codi 1510.
El principal interès faunístic d'aquest espai és la presència de determinades singularitats faunístiques, com el fartet (Aphanius iberus), amb una població consolidada i localitzada al sud de l'espai a uns petits canals aïllats de la Séquia Major. També s'hi pot trobar la tortuga d'estany (Emys orbicularis), amb una de les poblacions més ben conservades de Catalunya. El manteniment de les aigües netes ha permès la conservació d'aquestes espècies.
|  |  |

## Impactes
Referents als impactes que pateix l'espai, en destaca l'elevada freqüentació de l'espai, la contaminació de les aigües i la pressió urbanística del seu entorn. Referent a la seva gestió, l'octubre del 2006 es va signar entre el Departament de Medi Ambient i Habitatge, l'Ajuntament de Vila-seca i el parc temàtic Port Aventura, un conveni per a gestionar l'espai del PEIN. Aquest pretén el control de les activitats i visites de l'espai, la recuperació de comunitats vegetals i poblacions faunístiques d'interès, la redacció i aprovació d'un Pla espacial d'ordenació, així com el manteniment de la mateixa séquia, la llacuna, les plantacions, els camins de vianants i les infraestructures. L'espai forma part del PEIN "Séquia Major" a més d'estar inclòs a la Xarxa Natura 2000 ES5140004 "Séquia Major".